# Unterzella
Unterzella ist ein weilerartiger Ortsteil von Vacha im Wartburgkreis in Thüringen.

## Lage
Der Ort liegt am Fuß der Südwestabdachung des Thüringer Waldes am Hochufer der Werra. Die Kreisstraße K502, und die Bundesstraßen 62 und 84 verlaufen in der Nähe. Die geographische Höhe des Ortes beträgt 226,5 m ü. NN.

## Geschichte
Unterzella wurde am 11. November 1191 erstmals urkundlich genannt. Der Ort entstand um ein Fährhaus am Werraufer. Mindestens seit dem Jahr 1875 ist Unterzella ein Ortsteil von Oberzella.